# Saladinova socha
Saladinova socha (arabsky تمثال صلاح الدين الأيوبي) je bronzová jezdecká socha v nadživotní velikosti zobrazující ajjúbovského sultána Saladina, která se nachází před citadelou v Damašku v Sýrii. Socha, kterou navrhl syrský sochař Abdulláh al-Saíd, vznikla na státní náklady a odhalil ji syrský prezident Háfiz al-Asad v roce 1993 při 800. výročí Saladinovy smrti.

## Popis
Socha, která trůní hlavnímu náměstí ve městě, představuje Saladina ve stejné póze a ve stejných šatech, v jakých vystupuje v mnoha západních popisech křižáckých výprav z 19. století. Po každé straně Saladinova koně stojí dva pěšáci a súfí. Za koněm klečí dva známí křižáci, Guy z Lusignanu a Renaud de Châtillon. Podle sochaře Saladin není zobrazen jako individuální bojovník, ale jako vůdce ztělesňující vlnu lidového odporu proti Frankům. Súfí reprezentuje jedno náboženství lidu, zatímco pěšáci reprezentují prostý lid, kteří se všichni spojili s jejich hrdinou pod společnou vlajkou islámu.